# Stanisława Gierek-Ciaciura
Stanisława Gierek-Ciaciura, także Gierek-Kalicka (ur. 3 października 1964 w Katowicach) – polska lekarka okulistka, profesor nauk medycznych.

## Życiorys
Uczęszczała do II LO w Katowicach. Dyplom lekarski uzyskała na Uniwersytecie w Greifswaldzie (Niemiecka Republika Demokratyczna). Od 1989 roku pracowała w Śląskiej Akademii Medycznej w Katowicach (od 2007 roku Śląski Uniwersytet Medyczny) w Klinice Okulistycznej. 
Stopień doktorski uzyskała w 1996 roku na podstawie rozprawy „Zastosowanie lasera excimerowego w chirurgii refrakcyjnej rogówki”. Habilitowała się w 2002 roku na podstawie oceny dorobku naukowego i pracy pod tytułem „Laser in situ keratomileusis – LASIK – technika operacyjna, efektywność i bezpieczeństwo metody oraz ocena stanu klinicznego i anatomicznego narządu wzroku w przebiegu procesu pooperacyjnego”. W 2009 roku został jej nadany tytuł naukowy profesora nauk medycznych.
Od 1989  do 2010 roku pracowała  w Katedrze i Klinice Okulistyki w Katowicach (przy ulicy Ceglanej). Jest profesorem zwyczajnym w Katedrze Okulistyki ŚUM.
Zainteresowania kliniczne i badawcze S. Gierek-Ciaciury dotyczą m.in. chirurgii zaćmy oraz chirurgii refrakcyjnej. Swoje prace publikowała w czasopismach krajowych i zagranicznych, m.in. w „Graefe's Archive for Clinical and Experimental Ophthalmology”, „Klinice Ocznej” oraz „Okulistyce”. Jest członkiem rady naukowej „Magazynu Lekarza Okulisty”. 
Należy do Polskiego Towarzystwa Okulistycznego, w ramach którego działa w sekcji chirurgii refrakcyjnej i chirurgii zaćmy. Ponadto jest członkiem towarzystw zagranicznych, m.in.: European Society of Cataract and Refractive Surgeon (od 1993), International Society of Refractive Surgery (od 1993), Amerykańskiej Akademii Okulistyki (od 1997), International Ocular Surface Society (od 2001) oraz Niemieckiego Towarzystwa Okulistycznego (od 2001).

## Życie prywatne
Jest wnuczką ważnego polityka komunistycznego, I Sekretarza PZPR, Edwarda Gierka i Stanisławy Gierek. Jej  rodzice to Adam Gierek (inżynier, profesor, europoseł) i Ariadna Gierek-Łapińska (okulistka i profesor medycyny). 